# AJ Auxerre
AJ Auxerre is een Franse profvoetbalclub uit Auxerre. De club is opgericht in 1905 en wordt geroemd om zijn jeugdopleiding. De club speelde tussen 1980 en 2012 onafgebroken in Ligue 1. In 2012 degradeerde de club naar Ligue 2. Nadat in 2022 weer promotie naar het hoogste niveau was afgedwongen, degradeerde de club het seizoen erna opnieuw naar Ligue 2, om in 2024 weer terug te keren naar het hoogste niveau. 
Auxerre speelt in een blauw-wit tenue. De thuisbasis is het Stade de l'Abbé-Deschamps.
De club is onlosmakelijk verbonden met clubicoon Guy Roux, die tussen 1961 en 2005 ruim veertig jaar succesvol werkzaam was als hoofdtrainer van AJ Auxerre.

## Geschiedenis

### Oprichting
De eerwaarde Deschamps richtte de club op, onder de naam L’Association de la Jeunesse Auxerroise.

### Het tijdperk Guy Roux
In 1961 werd de 23-jarige Guy Roux benoemd tot trainer van Auxerre, dat toen uitkwam in de Division d'Honneur de Bourgogne. Met beperkte middelen en een harde discipline opende de ambitieuze Roux de weg naar de top. In 1970 won de club als amateurvereniging onder Roux' leiding het kampioenschap van de Division d'Honneur, in 1974 volgde promotie naar het tweede niveau, om vervolgens in 1980 te stijgen naar de hoogste voetbaldivisie van Frankrijk.
Vijfendertig jaar na Roux' aanstelling als trainer werd Auxerre in 1996 Frans landskampioen. Ook op Europees niveau verwierf de club inmiddels een groot aanzien. Zo behaalde de club onder meer overwinningen tegen Ajax, Glasgow Rangers en Arsenal. De hoogtepunten van de Europese campagnes waren het bereiken van de kwartfinales UEFA Champions League, halve finales UEFA Cup en het winnen van de UEFA Intertoto Cup in 1997.
In 1994, 1996, 2003 en 2005 werd de Coupe de France in de wacht gesleept. Na de bekerwinst op 5 juni 2005 maakt Guy Roux bekend dat hij stopt als trainer. In totaal was Roux 44 jaar lang actief als hoofdtrainer. Hoewel Guy Roux tijdens zijn lange trainerschap enkele keren voor korte periodes vervangen werd, was het Guy Roux-tijdperk nu definitief over. Twee dagen later werd voormalig Frans bondscoach Jacques Santini aan de pers gepresenteerd als nieuwe trainer. Hij heeft de club één seizoen onder zijn hoede gehad.

### Nadien
Met ingang van het seizoen 2006/2007 kwam de club onder leiding van Jean Fernandez. Na een aantal jaren verstoken te zijn geweest van Europees voetbal, eindigde de club in het seizoen 2009/2010 als derde in Ligue 1, waarna via winst op Zenit Sint-Petersburg kwalificatie voor de Champions League werd afgedwongen.
De club degradeerde in het seizoen 2011/2012 naar Ligue 2, na een verblijf van 32 seizoenen op het hoogste niveau. Tien jaar later, aan het eind van het seizoen 2021/2022, promoveerde de club weer naar Ligue 1. Nadat de club in het seizoen erna weer was gedegradeerd naar het tweede niveau, volgde in het seizoen 2023/2024 opnieuw promotie als kampioen van Ligue 2.

## Erelijst
| Internationaal     |    |                        |
| UEFA Intertoto Cup | 1x | 1997                   |
| Alpencup           | 2x | 1985, 1987             |
| Nationaal          |    |                        |
| Division 1         | 1x | 1996                   |
| Coupe de France    | 4x | 1994, 1996, 2003, 2005 |
| Division 2         | 2x | 1980, 2024             |

## Eindklasseringen
- 1946 7e
Niveau 4
- 1947 5e
Niveau 4
- 1948 10e
Niveau 4
- 1949 6e
Niveau 4
- 1950 6e
Niveau 4
- 1951 3e
Niveau 4
- 1952 5e
Niveau 4
- 1953 9e
Niveau 4
- 1954 5e
Niveau 4
- 1955 11e
Niveau 4
- 1956 8e
Niveau 4
- 1957 7e
Niveau 4
- 1958 12e
Niveau 4
- 1959 3e
Niveau 5
- 1960 4e
Niveau 4
- 1961 8e
Niveau 4
- 1962 5e
Niveau 4
- 1963 11e
Niveau 4
- 1964 10e
Niveau 4
- 1965 5e
Niveau 4
- 1966 4e
Niveau 4
- 1967 4e
Niveau 4
- 1968 4e
Niveau 4
- 1969 4e
Niveau 4
- 1970 1e
Niveau 4
- 1971 3e
Niveau 3
- 1972 3e
Division 3
- 1973 6e
Division 3
- 1974 4e
Division 3
- 1975 10e
Division 2
- 1976 10e
Division 2
- 1977 5e
Division 2
- 1978 4e
Division 2
- 1979 4e
Division 2
- 1980 1e
Division 2
- 1981 10e
Division 1
- 1982 15e
Division 1
- 1983 8e
Division 1
- 1984 3e
Division 1
- 1985 4e
Division 1
- 1986 7e
Division 1
- 1987 4e
Division 1
- 1988 9e
Division 1
- 1989 5e
Division 1
- 1990 6e
Division 1
- 1991 3e
Division 1
- 1992 4e
Division 1
- 1993 6e
Division 1
- 1994 3e
Division 1
- 1995 4e
Division 1
- 1996 1e
Division 1
- 1997 6e
Division 1
- 1998 7e
Division 1
- 1999 14e
Division 1
- 2000 8e
Division 1
- 2001 13e
Division 1
- 2002 3e
Division 1
- 2003 6e
Ligue 1
- 2004 4e
Ligue 1
- 2005 8e
Ligue 1
- 2006 6e
Ligue 1
- 2007 8e
Ligue 1
- 2008 15e
Ligue 1
- 2009 8e
Ligue 1
- 2010 3e
Ligue 1
- 2011 9e
Ligue 1
- 2012 20e
Ligue 1
- 2013 9e
Ligue 2
- 2014 16e
Ligue 2
- 2015 9e
Ligue 2
- 2016 8e
Ligue 2
- 2017 17e
Ligue 2
- 2018 11e
Ligue 2
- 2019 15e
Ligue 2
- 2020 11e
Ligue 2
- 2021 6e
Ligue 2
- 2022 3e
Ligue 2
- 2023 17e
Ligue 1
- 2024 1e
Ligue 2
- 2025 11e
Ligue 1

- Niveau 1
- Niveau 2
- Niveau 3
- Niveau 4
- Niveau 5

## AJ Auxerre in Europa
AJ Auxerre speelt sinds 1984 in diverse Europese competities. Hieronder staan de competities en in welke seizoenen de club deelnam. De editie die Auxerre heeft gewonnen is dik gedrukt:
- Champions League (3x)

1996/97, 2002/03, 2010/11
- Europacup II (1x)

1994/95
- UEFA Cup (14x)

1984/85, 1985/86, 1987/88, 1989/90, 1991/92, 1992/93, 1993/94, 1995/96, 1997/98, 2002/03, 2003/04, 2004/05, 2005/06, 2006/07
- Intertoto Cup (4x)

1997, 1998, 2000, 2006

## Bekende spelers
- Belgen en Nederlanders
- Jérémy Huyghebaert
- () Yannis Mbombo
- Luigi Pieroni
- () Enzo Scifo
- Frank Verlaat

Overige buitenlanders
- Khalilou Fadiga
- Ireneusz Jeleń
- Thomas Kahlenberg
- Daniel Niculae
- Bonaventure Kalou
- Teemu Tainio
- Alain Traoré
- Bertrand Traoré
- Taribo West
- Fransen
- Joël Bats
- Laurent Blanc
- Basile Boli
- Éric Cantona
- Jean-Charles Castelletto
- Djibril Cissé
- Baptiste Martin
- Bernard Diomède
- Jean-Marc Ferreri
- Stéphane Guivarc'h
- Sébastien Haller
- Olivier Kapo
- Steeven Langil
- Lilian Laslandes
- Bruno Martini
- Souahilo Meïté
- Philippe Mexès
- Benoît Pedretti
- Bacary Sagna

## Trainer-coaches
Bijgewerkt tot en met 14 april 2021.
| Van        | Tot        | Naam              | D    | W    | G    | V    |
| ---------- | ---------- | ----------------- | ---- | ---- | ---- | ---- |
| 1.7.2019   | heden      | Jean-Marc Furlan  |      |      |      |      |
| 18.3.2019  | 30.6.2019  | Cédric Daury      | 9    | 1    | 5    | 3    |
| 1.1.2018   | 18.3.2019  | / Pablo Correa    | 54   | 21   | 10   | 23   |
| 9.12.2017  | 20.12.2017 | David Carré       | 1    | 0    | 0    | 0    |
| 1.6.2017   | 9.12.2017  | Francis Gillot    | 19   | 5    | 4    | 10   |
| 7.10.2016  | 31.5.2017  | Cédric Daury      | 31   | 11   | 7    | 13   |
| 01.07.2016 | 30.06.2017 | Viorel Moldovan   | 11   | 3    | 3    | 5    |
| 17.03.2014 | 30.06.2016 | Jean-Luc Vannuchi | 98   | 39   | 29   | 30   |
| 03.12.2012 | 16.03.2014 | Bernard Casoni    | 57   | 20   | 17   | 20   |
| 19.03.2012 | 02.12.2012 | Jean-Guy Wallemme | 30   | 11   | 4    | 15   |
| 01.07.2011 | 18.03.2012 | Laurent Fournier  | 32   | 6    | 12   | 14   |
| 01.06.2006 | 30.06.2011 | Jean Fernandez    | 229  | 89   | 61   | 79   |
| 01.07.2005 | 17.05.2006 | Jacques Santini   | 45   | 20   | 8    | 17   |
| 01.07.2001 | 30.06.2005 | Guy Roux          | 199  | 99   | 44   | 56   |
| 01.07.2000 | 30.06.2001 | Daniel Rolland    | 40   | 14   | 10   | 16   |
| 01.07.1961 | 30.06.2000 | Guy Roux          | n.b. | n.b. | n.b. | n.b. |